# أنطونيو موراليس دي لا بينيا
أنطونيو موراليس دي لا بينيا هو سياسي مكسيكي، ولد في 1 نوفمبر 1971. نشط حزبياً في حزب العمل الوطني. وقد انتخب عضو مجلس النواب المكسيك ‏.